# Bernard Campan
Bernard Campan (Agen, 4 de abril de 1958) é um ator francês.